# Koningsmakreel
De koningsmakreel (Scomberomorus cavalla, syn. regalis) is een straalvinnige vis uit de familie van makrelen (Scombridae) en behoort derhalve tot de orde van baarsachtigen (Perciformes). De vis kan een lengte bereiken van 184 cm. De hoogst geregistreerde leeftijd is 14 jaar. Hij staat bij de Amerikanen bekend als cero, kingfish ('koningsvis'), cavalla en sierra-makreel. De hengelsporters aldaar prijzen zijn vecht- en voedingswaarde. Vindplaatsen bevinden zich aan de Atlantische kustwateren, waar de vis tot ruim 34 kilo zwaar wordt.

## Leefomgeving
De koningsmakreel is een zoutwatervis. De vis prefereert een tropisch klimaat en leeft hoofdzakelijk in de Atlantische Oceaan. De diepteverspreiding is 5 tot 140 m onder het wateroppervlak.

## Eetgewoonten
Koningsmakrelen behoren tot de carnivoren. Hun prooi hangt af van hun grootte. Afhankelijk van gebied en seizoen, geven ze de voorkeur aan inktvissen, brevoortia en andere sardine-achtige vissen. Ze vallen mensen niet aan, maar zullen zich verdedigen tegen waargenomen bedreigingen, door te bijten.

## Relatie tot de mens
De koningsmakreel is voor de visserij van aanzienlijk commercieel belang. In de hengelsport wordt er weinig op de vis gejaagd.
Voor de mens is deze makreelsoort potentieel gevaarlijk omdat er vermeldingen van ciguatera-vergiftiging zijn geweest.